# Kratki pregibač malog prsta (ruka)
Kratki pregibač malog prsta (lat. musculus flexor digiti minimi brevis) mišić je uzvisine malog prsta. Mišić inervira lat. nervus ulnaris.

## Polazište i hvatište
Mišić polazi s kukaste kosti i lat. retinaculum flexorum, a hvata se za petu kost zapešća.